# Schloss Károlyi (Carei)

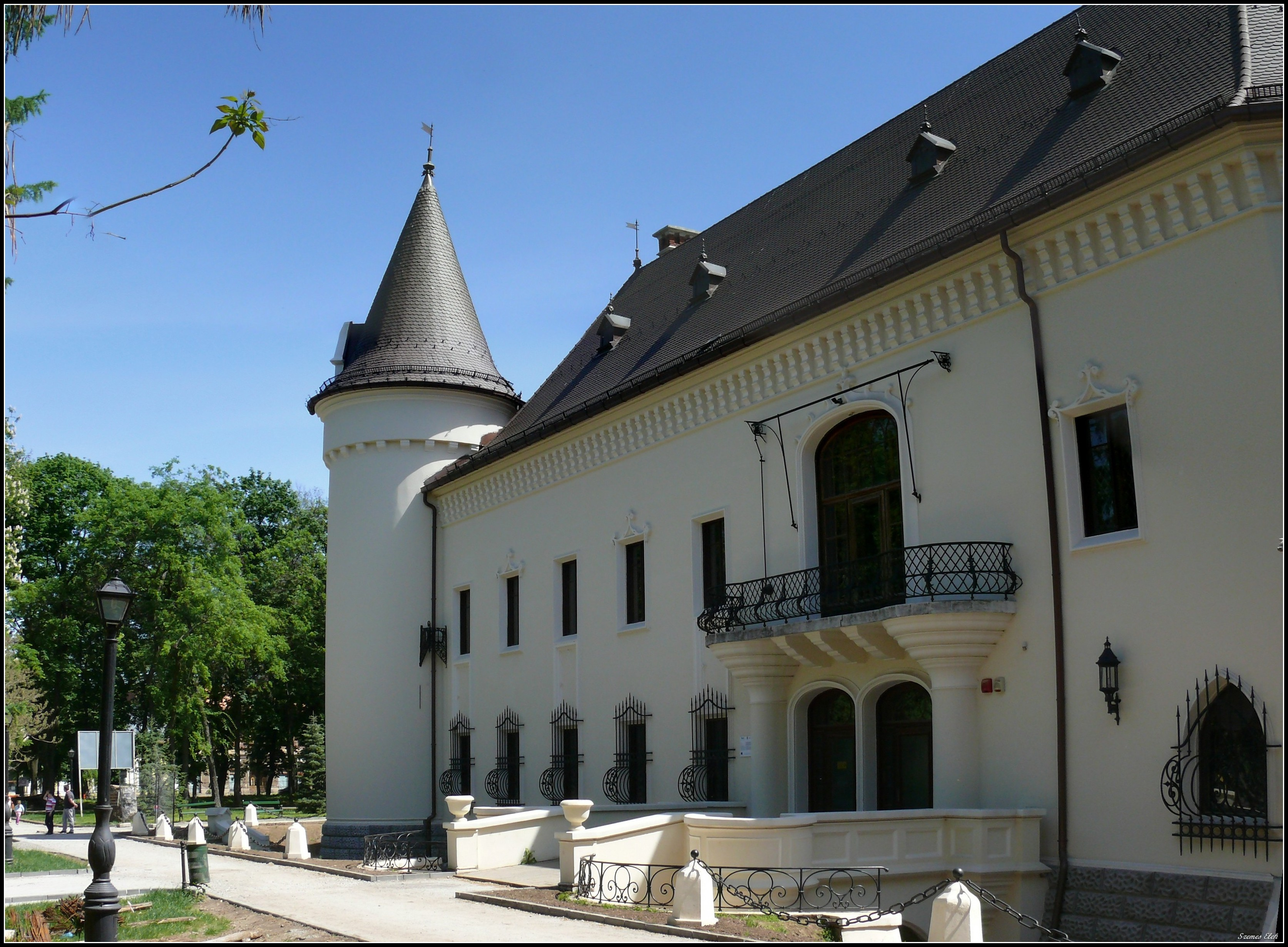
Schloss Károlyi 2014

Das Schloss Károlyi (rumänisch Castelul Károlyi, ungarisch Károlyi-kastély) ist eine neogotisch-neobarocke Schlossanlage in Carei (deutsch Großkarol, ungarisch Nagykároly) im Nordwesten Rumäniens. Sie war einst Stammsitz der ungarischen Adelsfamilie Károlyi von Nagykároly.

## Das Schloss

### Geschichte

#### Die Festung
Die Ursprünge des Schlosses liegen in einem Steinhaus, das 1482 von Láncz László Károlyi mit der Genehmigung von König Matthias erbaut wurde. Wegen der Gefahr vor den Türken wurde das Gebäude Ende des Jahrhunderts mit Bastionen und einem Wassergraben zu einer Festung ausgebaut. Aufgrund seiner strategischen Lage wurde die Festung, nach Erweiterungen der Befestigungsanlagen 1661 und 1666, im 17. Jahrhundert Teil des Befestigungssystems gegen die Türken. Nachfolgende türkische Angriffe konnten die Festung nicht zerstören, verursachten jedoch schwere Schäden, die 1678 durch Arbeiten behoben wurden. Nachdem sich Sándor Károlyi dem von Franz II. Rákóczi angeführten Aufstand angeschlossen hatte, verteidigte sich die Festung erneut erfolgreich, diesmal gegen die Habsburger. Die Schäden mussten 1708 repariert werden, im selben Jahr verbrachte Franz. II. Rákóczi fast einen Monat in der Festung. Hier fanden auch wichtige diplomatische Treffen zur Ausarbeitung des Sathmarer Friedens (1711) statt.

#### Das Schloss

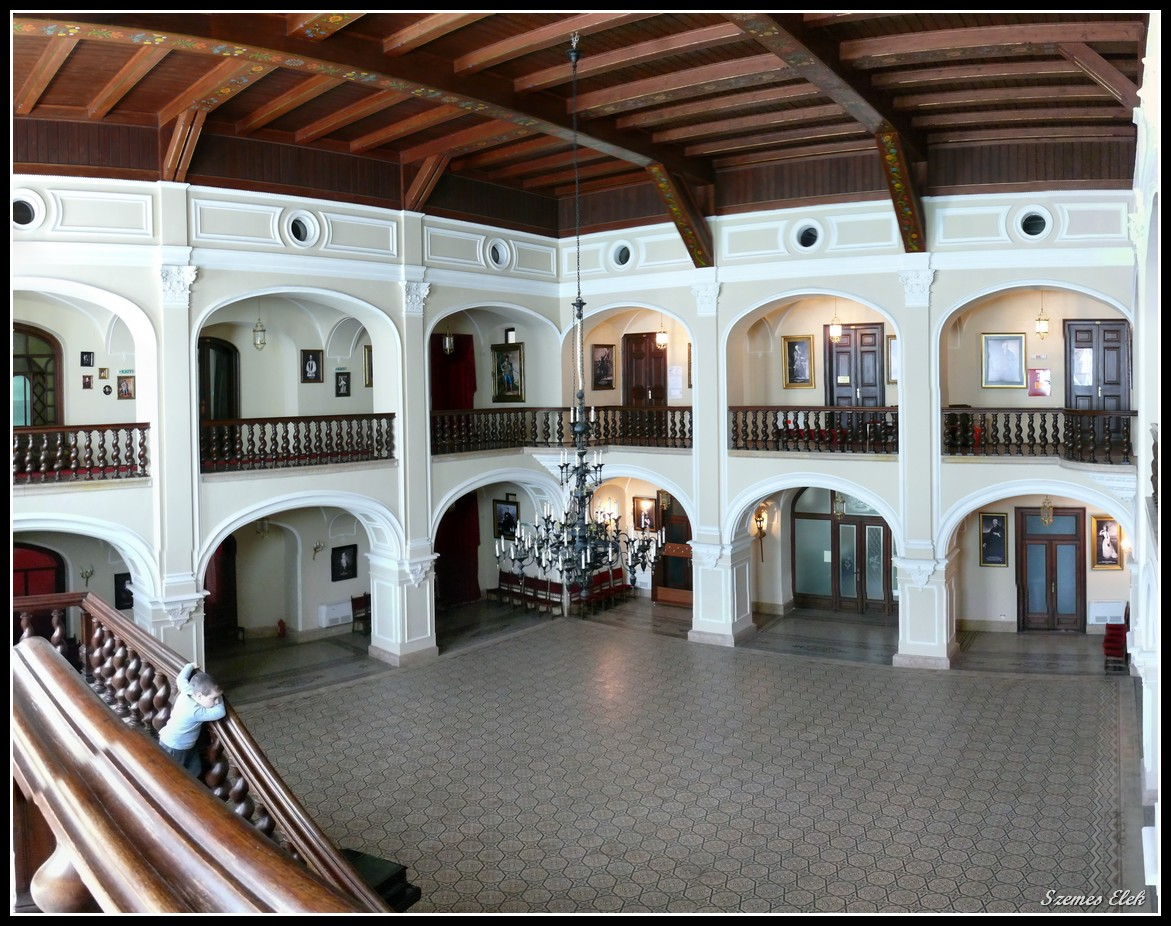
Empfangshalle

Die Festung wurde 1794 von József Károlyi abgerissen, um an deren Stelle ein Schloss im Barock-Stil nach Plänen von Joseph Bitthauser zu errichten. Das Schloss hatte nun einen vierseitigen Grundriss mit zwei Stockwerken, an der Südostseite wurde eine Schlosskapelle errichtet. 1892–1894 wurde das Schloss im Auftrag von István Károlyi nach Plänen von Miklós Ybl unter der Leitung von Arthur Meinig umgebaut. Hinzu kamen mehrere Türme unterschiedlicher Form und Größe. Der Innenhof wurde mit einer massiven Holzdecke verkleidet und so in eine Empfangshalle umgewandelt. Zudem wurde um das Schloss herum ein Wassergraben errichtet.
Nach dem Tode István Károlyis 1907 wohnten die Károlyis nicht mehr in diesem Schloss. Infolge des 1. Weltkrieges kam Siebenbürgen im Vertrag von Trianon von Ungarn zu Rumänien, und so auch das Schloss Károlyi in Carei. In der Zwischenkriegszeit wurden viele der im Schloss verbliebenen Möbel, Gemälde und Wertgegenstände aufgrund eines Abkommens nach Ungarn abtransportiert und an die Károlyis zurückgegeben. Das leerstehende Gebäude wurde danach als Sanatorium und Casino genutzt. Im Zweiten Weltkrieg diente das Schloss als Lazarett und Militärschule und kam 1944 in den Besitz des rumänischen Staates.
In den 1950er Jahren beherbergte das Schloss kulturelle Einrichtungen, wie ein Museum, das Kulturhaus und die Stadtbibliothek. Jedoch war das Gebäude in den 1990er Jahren in sehr schlechtem Zustand, da es über zehn Jahre leer stand.

### Das Schloss heute
Das Schloss mit seinen Gartenanlagen und Museen ist für Besucher geöffnet und beherbergt mehrere Ausstellungen. Es zählt heute jährlich mehr als 34.000 Besucher, deren Großteil ungarische Touristen sind. 2008 und 2012 wurde es für insgesamt 4,7 Millionen Euro renoviert. Nach erneuter Sanierung 2017 erreichte die Besucheranzahl 50.000 Personen.

## Schlosspark
Ein erster Park um die Festung wurde um 1700 als Barockgarten angelegt. 1715 kam eine erste Lieferung von italienischen Bäumen nach Carei, die zusammen mit einem Schildkrötenteich und Aloen eine Kuriosität für die damalige Zeit darstellten. Nachdem die Festung 1794 abgerissen und ein neues Schloss an dessen Stelle errichtet worden war, ließ Graf József Károlyi von György Bode einen englischen Landschaftsgarten um das Schloss anlegen. Hierzu wurden exotische Bäume, wie beispielsweise Kastanien, Fächer-Ahorne, Maulbeerbäume und Ginkgos gepflanzt. Der älteste noch erhaltene Baum ist eine 1810 von György Károlyi gepflanzte Platane, die heute einen Durchmesser von 205 cm hat. Der Schlosspark, der zu den ältesten in Rumänien zählt, wurde 1982 zum geschützten dendrologischen Park erklärt. Er beherbergt 208 Arten von verschiedenartigen einheimischen und exotischen Bäume und Gehölze sowie ein Gewächshaus mit seltenen Pflanzenarten.
Zentral im Schlosspark befindet sich eine zwischen 1760 und 1780 errichtete Reithalle, die in den Jahren des Kommunismus als Kino genutzt wurde. Nachdem sie jahrelang ungenutzt war und bereits das Dach eingestürzt ist, wurde sie renoviert und beherbergt heute einen Reitclub.
 

Am südwestlichen Ende des Parkes steht ein 33 Meter hoher Wasserturm, der 1888 erbaut wurde.

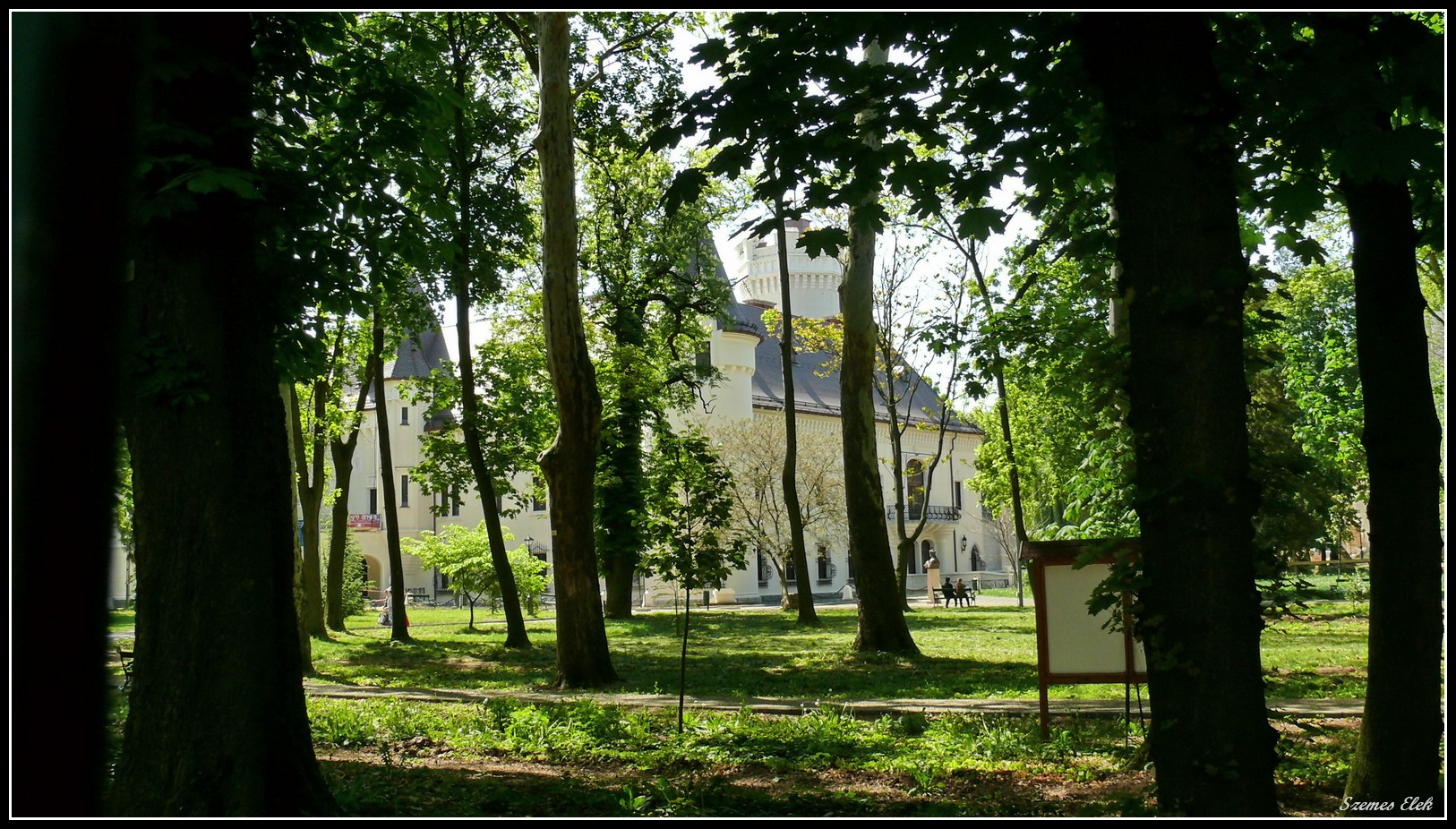
Dendrologischer Park mit Schloss im Hintergrund
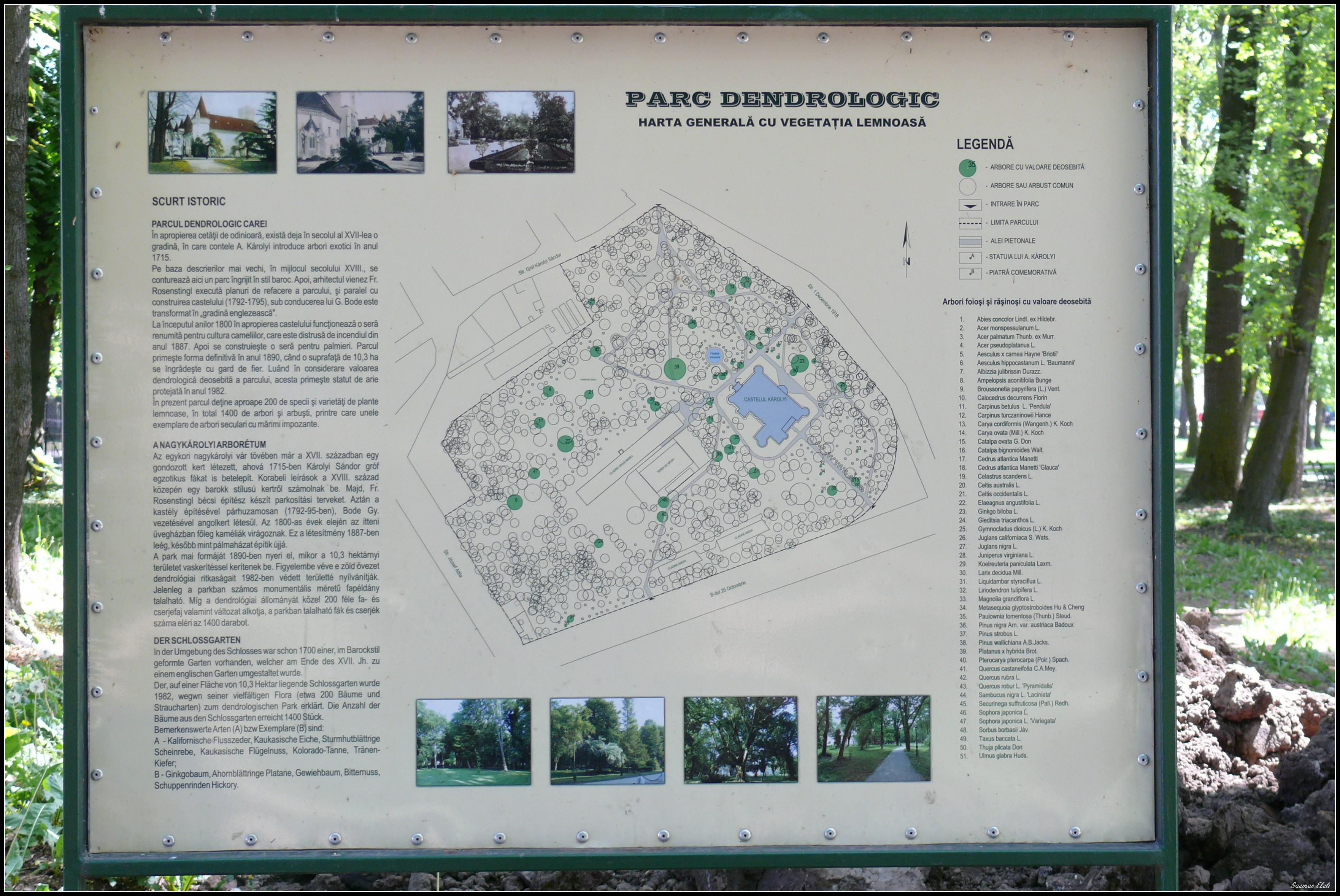
Lageplan des Parks
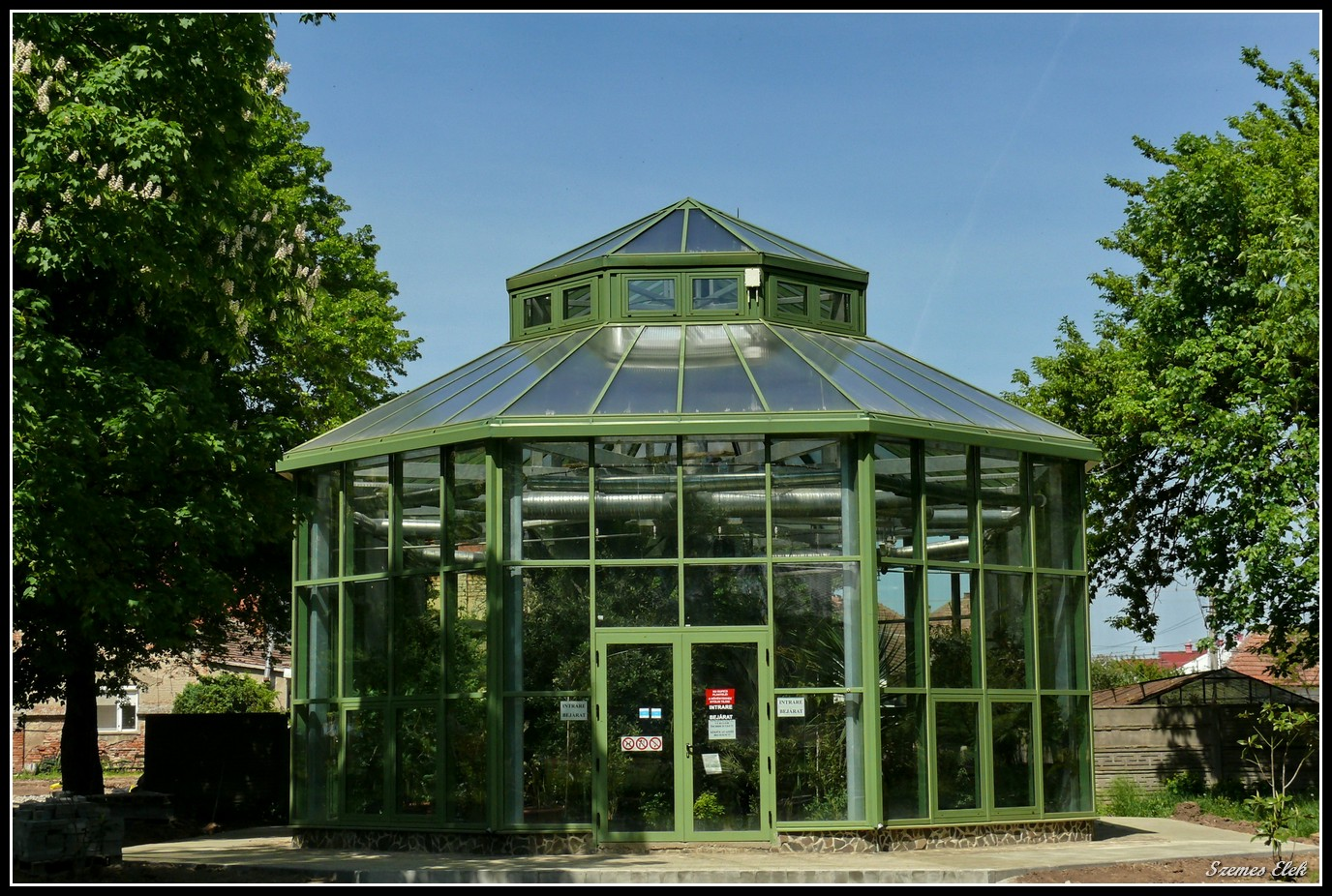
Gewächshaus
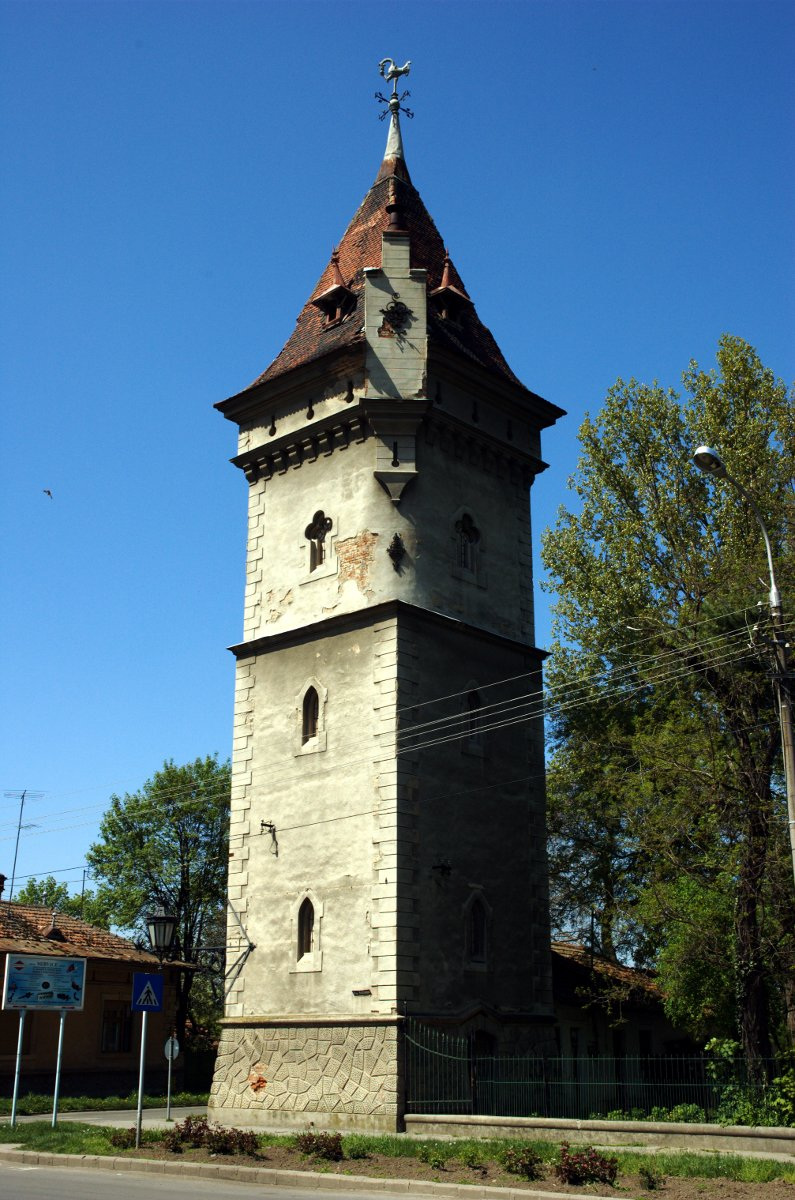
Wasserturm

## Trivia
Im Schloss und dessen Parkanlagen fanden 2018 die Dreharbeiten der Palastszenen zum Film Prinzessinnentausch statt.